# Ove Ødegaard
Ove Ødegaard (ur. 11 kwietnia 1931, zm. 15 listopada 1964 w pobliżu Brunlanes) – norweski piłkarz występujący na pozycji pomocnika.

## Kariera klubowa
W swojej karierze Ødegaard występował w zespołach Snøgg Fotball oraz Odds BK. Wraz z Odds w 1957 roku wywalczył wicemistrzostwo Norwegii, a w 1960 dotarł do finału Pucharu Norwegii.

## Kariera reprezentacyjna
W reprezentacji Norwegii Ødegaard zadebiutował 10 czerwca 1952 w przegranym 1:2 towarzyskim meczu z Finlandią. W tym samym roku znalazł się w kadrze na Letnie Igrzyska Olimpijskie, zakończone przez Norwegię na pierwszej rundzie. W latach 1952–1959 w drużynie narodowej rozegrał 6 spotkań i zdobył 2 bramki.
Zginął podczas połowu ryb, zagarnięty przez falę.